# Lista de ciclones tropicais da temporada de furacões no Atlântico de 2005
A temporada de furacões no Atlântico de 2005 começou oficialmente em 1 de Junho de 2005 e terminou oficialmente em 30 de Novembro de 2005. Estas datas delimitam convencionalmente o período de cada ano quando a maioria dos ciclones tropicais se formam na bacia do Atlântico, embora efetivamente a temporada tenha persistido até Janeiro de 2006 devido à atividade tropical continuada.
A temporada de 2005 foi a mais ativa temporada na história, batendo recordes em repetidas ocasiões. Um recorde de vinte e oito tempestades tropicais e subtropicais se formaram, das quais um recorde de quinze se tornaram furacões. Destes, sete se fortaleceram para furacões 'maiores', sendo que dos quais cinco se fortaleceram para furacões de categoria 4, e destes, um recorde de quatro sistemas se tornaram furacões de categoria 5, a mais alta categorização de furacões atlânticos. Dentre estas tempestades de categoria 5 estava o furacão Wilma, o mais intenso ciclone tropical já observado no Atlântico.
As mais notáveis tempestades da temporada foram os cinco furacões de categoria 4 e 5: Os furacões Dennis, Emily, Rita e Wilma, além do furacão Stan, de categoria 1. Estas tempestades fizeram um combinado de doze landfalls como furacões 'maiores' (intensidade equivalente à categoria 3 ou mais na escala de furacões de Saffir-Simpson) em Cuba, México e na costa do golfo dos Estados Unidos, causando mais de 100 bilhões de dólares em danos e pelo menos 2.048 mortes.
| Escala de Furacões de Saffir-Simpson |    |    |   |   |   |   |   |
| DT                                   | TS | TT | 1 | 2 | 3 | 4 | 5 |

## Tempestade tropical Arlene
No começo da temporada, uma área de baixa pressão formou-se e persistiu ao norte das Honduras. Apesar do cisalhamento do vento moderado, a baixa conseguiu se organizar e foi designada como a depressão tropical Um em 8 de Junho. A tempestade se fortaleceu mais e foi classificada para a tempestade tropical Arlene no dia seguinte. Naquele momento, Arlene seguia para o norte, intensificando-se continuamente assim que provocava ventos com intensidade equivalente a uma tempestade tropical, além de chuvas fortes para as ilhas Cayman e para Cuba. Arlene fez landfall em Cuba sobre a península de Guanahacabibes, extremo oeste de Cuba, com ventos de até 80 km/h. O cisalhamento do vento diminuiu assim que a tempestade adentrou o golfo do México na manhã de 10 de Junho e a tempestade se fortaleceu para a intensidade logo abaixo de um furacão, com ventos de até 110 km/h.
Arlene fez landfall logo a oeste de Pensacola, Flórida, com ventos de até 95 km/h, em 11 de Junho. Após seguir sobre terra, Arlene persistiu como uma depressão tropical em dissipação por dois dias, passando pelo estado de Indiana e Michigan antes de ser absorvido por um sistema frontal sobre o sudeste do Canadá em 14 de Junho.
A única morte atribuída à Arlene foi uma estudante que foi levada pelas correntes de retorno em Miami Beach, Flórida, área bem distante do centro da tempestade. Os danos provocados por Arlene são estimados em $11,8 milhões de dólares.

## Tempestade tropical Bret
Após cerca de duas semanas de inatividade, uma área de distúrbios meteorológicos formou-se na baía de Campeche e rapidamente ficou mais bem organizada. O sistema foi classificado para a depressão tropical Dois na noite de 28 de Junho e, duas horas depois, dados de um avião caçador de furacões indicaram que o sistema tinha se fortalecido para uma tempestade tropical, momento no qual o sistema recebeu o nome Bret. Esta foi a primeira vez que duas tempestades tropicais se formaram durante o mês de junho desde a 1986. Também, 2005 foi o décimo terceiro ano que duas tempestades tropicais se formaram num mês de Junho desde 1851.
Como a tempestade tropical se desenvolveu muito perto da costa, Bret seguiu somente para oeste-noroeste antes de fazer landfall perto de Tuxpan, estado mexicano de Veracruz, em 29 de Junho, como uma fraca tempestade tropical. O sistema continuou sobre terra, produzindo chuvas fortes sobre o estado de Veracruz até se dissipar sobre as montanhas de San Luis Potosí no final daquele dia. Centenas de residências foram danificadas e várias cidades, incluindo Naranjos, a cerca de 95 km ao sul de Tampico, foram severamente atingidas pelas enchentes, mas as duas únicas fatalidades relatadas foram os dois ocupantes de um carro que foi levado pela enxurrada em Naranjos.

## Furacão Cindy
A depressão tropical Três, que viria a ser o furacão Cindy, formou-se em 3 de Julho no mar do Caribe, mas no dia seguinte, antes de ser capaz de se fortalecer, seguiu sobre a península de Iucatã. O sistema adentrou o golfo do México em 4 de Julho, sendo que naquele momento, o sistema criou um novo centro ciclônico de baixos níveis na porção setentrional das principais área de convecção. Com isso, o sistema se fortaleceu para a tempestade tropical Cindy no começo da madrugada de 4 de Julho. A tempestade seguiu rapidamente sobre o golfo e fez landfall perto de Grand Isle, Luisiana, no final da noite de 5 de Julho como um furacão mínimo; embora pensava-se que Cindy era apenas uma tempestade tropical no momento do landfall, sendo classificado para um furacão em análises pós-tempestade. Cindy enfraqueceu-se sobre terra e tornou-se extratropical sobre as Carolinas em 7 de Julho.
Como uma depressão tropical distante da costa, Cindy gerou um tornado F2 que danificou pontos de referência em Hampton. Enquanto que tornados são frequentemente gerados por sistemas tropicais, tornados F2 gerados por este método são relativamente raros. Grandes valores de precipitação acumulada, passando dos 125 mm e chegando a bater recordes em alguns locais, foram relatados em partes da Luisiana, Mississippi, Alabama e Maryland. Três mortes foram atribuídas a Cindy–dois na Geórgia e outro no Alabama.

## Furacão Dennis
A depressão tropical Quatro, que viria a ser o furacão Dennis, formou-se no sudeste do Caribe na noite de 4 de Julho. No começo da madrugada do dia seguinte, a depressão se fortaleceu para a tempestade tropical Dennis. A tempestade começou a seguir rapidamente para oeste-noroeste e alcançou a intensidade de furacão na tarde de 6 de Julho enquanto se aproximava da costa sul da ilha de Hispaniola. No dia seguinte, Dennis fortaleceu-se rapidamente para se tornar um furacão de categoria 4. Dennis seguiu entre Jamaica e Haiti em 7 de Julho. O furacão alcançou seu pico de intensidade como o mais intenso ciclone tropical atlântico antes de um mês de Agosto com uma pressão central mínima de 930 mbar logo ao sul de Cuba - um recorde que permaneceria por apenas oito dias, sendo batido pelo furacão Emily. Em 8 de Julho, Dennis passou sobre Cuba perto da capital, Havana. Um segundo episódio de rápida intensificação ocorreu em 9 de Julho quando Dennis seguiu para o norte em direção à costa do golfo dos Estados Unidos. Dennis fez landfall como um furacão de categoria 3 logo a sudeste de Pensacola, Flórida.
Dennis causou 88 fatalidades: 56 no Haiti, 16 em Cuba, 15 nos Estados Unidos e 1 na Jamaica. Os danos totais são estimados entre 4 e 6 bilhões de dólares, incluindo 2,23 bilhões de dólares nos Estados Unidos e no resto do Caribe. Dennis causou mais devastação em Cuba, onde a tempestade assolou uma porção significativa das plantações cítricas. Como a tempestade atingiu o país perto do fim da estação seca de Cuba, os fazendeiros ainda não estavam preparados para receber as chuvas fortes trazidas pela tempestade. Nos Estados Unidos, Dennis atingiu praticamente a mesma região atingida pelo furacão Ivan no ano anterior, mas Dennis foi menos e mais fraco no momento do landfall do que Ivan e causou menos danos, parcialmente porque a região ainda não tinha sido totalmente reconstruída.

## Furacão Emily
Emily formou-se da depressão tropical Cinco a leste das Pequenas Antilhas em 11 de Julho. O sistema seguiu para oeste e atingiu Granada em 14 de Julho como um furacão de categoria 1. Emily adentrou um mar do Caribe e começou a se intensificar rapidamente. O furacão alcançou a intensidade de categoria 4 em 15 de Julho, quebrando o recorde do ciclone tropical mais intenso antes de um mês de Agosto, que tinha pertencido ao furacão Dennis por apenas oito dias, quando a pressão central mínima de Emily alcançou 929 mbar, juntamente com ventos de até 260 km/h, em 16 de Julho. Acreditava-se originalmente que Emily tinha somente alcançado a intensidade de categoria 4. No entanto, alguns meteorologistas disseram, naquela época, que Emily tinha alcançado brevemente a intensidade de um furacão de categoria 5. Isto foi confirmado quando Emily foi classificado para um furacão de categoria 5 em análises pós-tempestade. A tempestade enfraqueceu-se ligeiramente, no entanto, e após passar ao sul da Jamaica e das ilhas Cayman, Emily fez landfall na península de Iucatã perto da região de Tulum na manhã de 18 de Julho como um furacão de categoria 4. Emily seguiu sobre a baía de Campeche e fez seu segundo landfall no nordeste do México perto de Boca Madre, Tamaulipas, como uma tempestade de categoria 3.
É creditado a Emily no mínimo quatorze fatalidades; um em Granada, quatro na Jamaica, sete no restante do Caribe, além de duas no México. A tempestade também causou danos estimados em 550 milhões de dólares, quase que inteiramente em Granada e no estado mexicano de Quintana Roo. Algumas enchentes de poucas proporções ocorreram no nordeste do México e no extremo sul do Texas como resultado do último landfall de Emily, mas os danos foram mínimos.

## Tempestade tropical Franklin
Uma onda tropical ao largo das Bahamas organizou-se na depressão tropical Seis na tarde de 21 de Julho. A depressão tornou-se a sexta tempestade tropical dotada de nome da temporada somente duas horas depois. Quando Franklin se formou, foi a primeira vez que uma sexta tempestade dotada de nome se formou de forma tão antecipada na temporada. A tempestade começou a seguir para o norte, distanciando das Bahamas, e então para nordeste sobre o Atlântico, ficando desorganizado em 24 de Julho sob os efeitos do cisalhamento do vento e do ar seco. Franklin começou a se mover erraticamente enquanto se aproximava lentamente das Bermudas como uma tempestade tropical mínima. Bermudas recebeu algumas rajadas fortes de vento, mas não foi relatado qualquer dano nas ilhas. Franklin então começou a acelerar  para norte e nordeste, seguindo rudemente e de forma paralela a costa leste dos Estados Unidos, e intensificando-se para próximo da força de um furacão. No entanto, Franklin tornou-se extratropical ao longo da costa da Nova Escócia e da Terra Nova, Canadá.

## Tempestade tropical Gert
Uma onda tropical, que tinha antes cruzado as Honduras e a península de Iucatã, organizaou-se para a depressão tropical Sete na tarde de 23 de Julho na baía de Campeche. A depressão foi classificada para a tempestade tropical Gert no começo da madrugada do dia seguinte. A formação de Gert representa a formação mais antecipada da sétima tempestade tropical dotada de nome na história numa temporada ciclônica no Atlântico. Gert se fortaleceu de forma escassa antes de fazer landfall na costa do México ao sul de Tampico no final da noite de 24 de Julho com ventos máximos sustentados de 70 km/h e uma pressão central mínima de 1.005 mbar. Gert seguiu sobre terra sobre o México central antes de se dissipar em 25 de Julho.
Gert atingiu praticamente a mesma área atingida anteriormente pelo furacão Emily somente quatro dias antes, causando a preocupação de novas enchentes e de correntes de lama devido ao solo saturado de água. Como precaução, cerca de 1.000 pessoas foram retiradas de áreas baixas perto das cidades de Naranjos e Tamiahua.

## Tempestade tropical Harvey
Uma onda tropical organizou-se na oitava depressão tropical da temporada a sudoeste de Bermudas em 2 de Agosto. A depressão tornou-se uma tempestade tropical no dia seguinte.
Harvey não foi particularmente bem organizado inicialmente e tinha algumas características subtropicais, mas logo se tornou tropical. Harvey passou logo ao sul de Bermudas no começo da madrugada de 4 de Agosto durante seu pico de intensidade, com ventos máximos sustentados de 105 km/h e uma pressão central mínima de 994 mbar. Embora Bermudas tivesse sido afetado por Harvey, não foi relatado qualquer dano na ilha.
Harvey então seguiu para leste e então para nordeste sobre o Atlântico norte aberto. A tempestade tornou-se extratropical na tarde de 8 de Agosto.

## Furacão Irene
A depressão tropical Nove, que viria a ser o furacão Irene, formou-se de uma onda tropical a oeste do Cabo Verde na tarde de 4 de Agosto. Irene tornou-se a segunda tempestade tipo Cabo Verde da temporada. O sistema encontrou ar seco e cisalhamento do vento assim que começou a seguir para noroeste e começou a se desorganizar. Apesar da pouca organização e do vento cisalhante, o sistema tornou-se a tempestade tropical Irene em 7 de Agosto. No entanto, cisalhamento do vento e ar seco adicionais comprometeram a estrutura do ciclone e Irene foi desclassificada para uma depressão tropical em 8 de Agosto.
Irene oscilava entre a aparente reintensificação e o enfraquecimento significativo, tornado-se tão desorganizado no começo da manhã de 10 de Agosto que os meteorologistas estavam considerando a declarar a tempestade dissipada. No entanto, a depressão continuou a seguir para oeste, adentrando em condições meteorológicas mais favoráveis e novamente se tornou uma tempestade tropical, intensificando-se rapidamente para um furacão de categoria 1 em 14 de Agosto. Mais tarde, Irene continuou a se intensificar gradualmente assim que um anticiclone de altos níveis proporcionava baixo cisalhamento do vento. Com isso, Irene alcançou brevemente a intensidade de um furacão de categoria 2, mas começou a se enfraquecer pouco depois devido às águas mais frias. Irene tornou-se extratropical a sudeste do Cabo Race, Terra Nova em 18 de Agosto, tendo nunca ameaçado a costa.

## Depressão tropical Dez
A depressão tropical Dez formou-se a cerca de 1.770 km a leste das Pequenas Antilhas em 13 de Agosto. As condições meteorológicas não eram favoráveis para o seu desenvolvimento, já que o forte cisalhamento do vento cortava literalmente a depressão em dois. Os avisos regulares sobre a depressão foram interrompidos quando o sistema já não mais apresentava áreas organizaras de convecção profunda. As áreas de instabilidade remanescentes da depressão continuaram a seguir para noroeste antes de se degenerar numa onda tropical ao norte das ilhas de Sotavento das Pequenas Antilhas. A circulação de médios níveis remanescente fundiu-se com outro sistema no "gênese complexo" que viria dar origem à depressão tropical Doze que viria dar origem ao furacão Katrina.

## Tempestade tropical Jose
A depressão tropical Onze, que viria dar origem à tempestade tropical Jose, formou-se na baía de Campeche em 22 de Agosto. Mais tarde naquele dia, o sistema fortaleceu-se para uma tempestade tropical sobre as águas quentes do golfo do México e alcançou o pico de intensidade com ventos máximos sustentados de 95 km/h antes de fazer landfall no estado mexicano de Veracruz em 23 de Agosto. Jose então se enfraqueceu rapidamente e logo se dissipou assim que seguia sobre terra, no México. Enquanto atingia a costa do golfo do México, Jose forçou a retirada de 25.000 pessoas de suas residências no estado de Veracruz. Oito mortes (seis diretas) foram atribuídas às fortes chuvas provocadas por Jose no estado mexicano de Oaxaca. Outras duas pessoas ficaram desaparecidas. Os danos no México totalizaram 45 milhões de dólares.
Análises pós-tempestade revelaram que Jose tinha ficado mais organizado duas horas antes de fazer landfall e estava formando um olho, mas seus ventos ainda estavam abaixo da intensidade de um furacão. O relato final sugere que os ventos máximos sustentados foram de 95 km/h e que o sistema fez landfall nesta intensidade, mas estava ainda se intensificando rapidamente mesmo após ter deixado o oceano.

## Furacão Katrina
Uma área de distúrbios meteorológicos sobre as Bahamas desenvolveu-se para uma depressão tropical em 23 de Agosto, tornando-se uma tempestade tropical em 24 de Agosto, e um furacão em 25 de Agosto. Naquele dia, Katrina fez landfall no sul da Flórida, seguindo para o golfo do México algumas horas depois. Katrina intensificou-se rapidamente para um furacão de categoria 5 na manhã de 28 de Agosto, tornando-se o quarto ciclone tropical mais intenso na bacia do Atlântico. O furacão enfraqueceu-se para a categoria 4 assim que começou a seguir para o norte e se enfraqueceu para a categoria 3, com ventos máximos sustentados de 200 km/h, assim que fez landfall no sudeste da Luisiana (como confirmado pelas análises pós-tempestade; inicialmente era estimado que Katrina tivesse feito landfall como um furacão de categoria 4). Horas depois, Katrina cruzou a baía de Breton e manteve sua intensidade, fazendo seu terceiro e último landfall com ventos máximos sustentados de 195 km/h perto de Pearlington, Mississippi.
As costas do Mississippi e do Alabama sofreram danos catastróficos da maré de tempestade associada à Katrina, que superava 9 metros em altura. Nova Orleans escapou dos efeitos diretos do furacão, mas diques ao longo da Gulf Intracoastal Waterway, da 17th Street Canal e da London Avenue Canal foram posteriormente afetados pela maré de tempestade, inundando cerca de 80% da cidade. 1.836 pessoas foram confirmadas mortas em pelo menos sete estados americanos. Katrina é o desastre natural mais mortífero e custoso da história dos Estados Unidos, sendo que os prejuízos totais foram estimados em $81,2 bilhões de dólares. As estimativas de danos e de fatalidades continuam incompletas.

## Tempestade tropical Lee
A depressão tropical Treze, que viria dar origem à tempestade tropical Lee, formou-se de uma onda tropical a cerca de 1.500 km a leste das Pequenas Antilhas em 28 de Agosto. O sistema então se degenerou numa grande área de baixa pressão em 29 de Agosto, mas se regenerou em 31 de Agosto e o Centro Nacional de Furacões voltou a emitir avisos regulares sobre o sistema. Mais tarde naquele dia, a depressão se fortaleceu para a tempestade tropical Lee, da décima segunda tempestade dotada de nome da temporada. Lee permaneceu como uma tempestade tropical por apenas 12 horas antes de ser desclassificado para uma depressão tropical mais tarde naquela noite, por ter encontrado condições meteorológicas de altos níveis desfavoráveis. A depressão se dissipou na manhã de 2 de Setembro.
Lee nunca representou uma ameaça para qualquer área costeira, já que permaneceu no Atlântico norte central durante todo o seu período de existência.

## Furacão Maria
A depressão tropical Catorze, que viria dar origem ao furacão Maria, formou-se de uma onda tropical a cerca de 1.770 km a leste das ilhas de Sotavento das Pequenas Antilhas em 1 de Setembro e se fortaleceu para a tempestade tropical Maria no dia seguinte. No começo da madrugada de 4 de Setembro, Maria se tornou o quinto furacão da temporada e em 5 de Setembro, alcançou brevemente a intensidade de um furacão 'maior' de categoria 3, tendo se tornado o quarto furacão 'maior' da temporada. Maria enfraqueceu-se gradualmente e se tornou uma tempestade tropical em 8 de Setembro.
Maria tornou-se extratropical a meio caminho entre o cabo Race, no Canadá, e os Açores em 10 de Setembro. Maria nunca ameaçou qualquer área costeira como um furacão, mas se tornou uma forte ciclone extratropical e seus ventos alcançaram a intensidade de furacão (na escala de Beaufort) enquanto seguia em direção à Islândia.
Maria, como um ciclone extratropical, atingiu a Noruega, provocando três fatalidades por causar um deslizamento de terra.

## Furacão Nate
Uma área de baixa pressão bem definida localizada a cerca de 560 km a sul-sudoeste de Bermudas organizou-se numa depressão tropical em 5 de Setembro. A depressão se fortaleceu para a tempestade tropical Nate naquela noite e continuou a s fortalecer enquanto se movia lentamente. Nate tornou-se o sexto furacão da temporada em 7 de Setembro.
Nate passou a cerca de 200 km ao sul de Bermudas em 8 de Setembro e alcançou o pico de intensidade com ventos máximos sustentados de 145 km/h. A partir de então, Nate começou a se enfraquecer. Após começar a seguir para o norte, Nate tornou-se extratropical sobre o oceano Atlântico norte central em 10 de Setembro.
Navios da marinha canadense que seguiam para a costa do golfo dos Estados Unidos para ajudar na reconstrução após a passagem do furacão Katrina tiveram que evitar Nate e o furacão Ophelia.

## Furacão Ophelia
A depressão tropical Dezesseis, que viria a ser o furacão Ophelia, formou-se sobre o norte das Bahamas em 6 de Setembro. No começo da madrugada de 7 de Setembro, a depressão se tornou a tempestade tropical Ophelia, tornando-se um furacão no dia seguinte. Ophelia ficou praticamente estacionário ao largo da costa da Flórida, onde ressacas ocorreram como resultado das fortes ondas provocadas pelo furacão. Em 12 de Setembro, a tempestade começou a seguir lentamente para a Carolina do Norte, momento no qual ficou novamente praticamente estacionário e alternando entre a intensidade de um furacão e a de uma tempestade tropical. O furacão não fez landfall, embora a porção ocidental da parede do olho tenha alcançado a costa da Carolina do Norte, causando danos extensivos em Outer Banks e no Cabo Fear. Ophelia seguiu para o norte e se tornou extratropical no final da noite de 17 de Setembro perto de Nova Escócia, Canadá, mas continuou a seguir para nordeste, produzindo fortes ventos e chuvas sobre o Canadá atlântico.
Apenas três fatalidades foram relatados, uma morte direta na Flórida devido às fortes ondas e uma indireta num acidente de trânsito na Carolina do Norte, além de uma segunda morte indireta devido a uma queda na Nova Escócia. Os danos são estimados em cerca de 70 milhões de dólares, a maior parte na Carolina do Norte, embora houvesse danos também nas Bahamas, na Flórida e na Nova Escócia. Inicialmente, foi estimado que os danos totais provocados por Ophelia tinham chegado a mais de um bilhão de dólares, um número que ficou muito sobreestimado.

## Furacão Philippe
Uma vigorosa onda tropical organizou-se na depressão tropical Dezessete, que viria dar origem ao furacão Philippe, em 17 de Setembro, a cerca de algumas centenas de quilômetros a leste das ilhas de Sotavento das Pequenas Antilhas. A depressão foi classificada para uma tempestade tropical no final daquela noite. Isto marcou a terceira vez que a letra "P" foi usada para dar nome a um ciclone tropical atlântico desde que a atribuições de nomes a sistemas atlânticos começou em 1950. As outras vezes foram para Pablo, em 1995, e Peter em 2003.
Em 18 de Setembro, Philippe foi classificado para um furacão, tornado-se o oitavo furacão atlântico da temporada. Philippe foi desclassificado para uma tempestade tropical na tarde de 20 de Setembro e dissipou-se três dias mais tarde ao sul de Bermudas.

## Furacão Rita
A décima oitava depressão tropical da tempestade formou-se sobre as ilhas Turks e Caicos em 18 de Setembro. Mais tarde naquele dia, a depressão tornou-se a décima sétima tempestade tropical da temporada. Rita fortaleceu-se lentamente, tornando-se um furacão em 20 de Setembro. O furacão se intensificou para a categoria 2 na escala de furacões de Saffir-Simpson assim que seguia sobre Florida Keys. Rita começou a se intensificar rapidamente assim que seguiu para o golfo do México em 20 de Setembro e tornou-se um furacão de categoria 5 no dia seguinte, tornando-se o terceiro ciclone tropical atlântico mais intenso da história, com uma pressão central mínima de 897 mbar. Rita caiu para a quarta posição dentre os ciclones tropicais atlânticos mais intensos cerca de um mês mais tarde, sendo ultrapassado pelo furacão Wilma. No entanto, Rita começou a se enfraquecer gradualmente, assim que seguia lentamente sobre o golfo do México, até fazer landfall. Rita atingiu a costa da paróquia de Cameron, Luisiana, perto da divisa com o Texas como um furacão de categoria 3 em 24 de Setembro.
Severas enchentes foram relatadas em Port Arthur e em Beaumont, Texas. As paróquias de Cameron e de Calcasieu também foram devastadas. Plataformas petrolíferas ao longo da trajetória de Rita também sofreram danos significativos, embora as refinaria de Houston, Texas, que estavam originalmente na trajetória de Rita escapassem do pior do furacão. Sete pessoas foram confirmadas mortas diretamente pelos efeitos do furacão, e os danos totais foram estimados em cerca de 10 bilhões de dólares, quase que inteiramente no Texas e na Luisiana. Um número estimado entre 55 e 12 pessoas foram mortas indiretamente, a maioria de incidentes durante a evacuação de Houston, Texas, quando ainda se cogitava a possibilidade do furacão atingir a cidade. Muitas das mortes indiretas ocorreram quando um ônibus se incendiou durante o êxodo em massa.

## Depressão tropical Dezenove
Um sistema de baixa pressão formou-se de uma onda tropical a cerca de 1.075 km a oeste das ilhas de Cabo Verde e tornou-se uma depressão tropical em 30 de Setembro. O sistema seguiu para noroeste e alcançou o pico de intensidade com ventos máximos sustentados de 55 km/h e uma pressão central mínima de 1006 mbar. A depressão começou a ser afetada por forte cisalhamento do vento e dissipou-se em 2 de Outubro sem ter se fortalecido para uma tempestade tropical.

## Furacão Stan
Uma onda tropical no oeste do mar do Caribe organizou-se na depressão tropical Vinte em 1 de Outubro. Ao largo da costa da península de Iucatã, a depressão se fortaleceu para a tempestade tropical Stan em 2 de Outubro. Stan fez landfall na península de Iucatã e se enfraqueceu para uma depressão tropical, mas após seguir sobre a baía de Campeche, Stan rapidamente se fortaleceu para um furacão em 4 de Outubro. Stan fez landfall mais tarde naquela manhã na costa centro-leste do México, ao sul do estado de Veracruz, como um furacão de categoria 1.
Stan estava associado com uma grande área de forte atividade tempestuosa com pouca organização que estava atuando sobre o México e a América Central. Chuvas torrenciais nesta área causaram enchentes catastróficas e correntes de lama que foram responsáveis por no mínimo 1.662 mortes em seis países; 1.500 destas fatalidades ocorreram somente na Guatemala. Inicialmente, mais de um milhar de mortes foram atribuídas ao furacão Stan, mas o Centro Nacional de Furacões postulou que ao todo menos de 100 mortes foram atribuídas ao grande evento meteorológico. Isto não foi definitivamente confirmado no "Relato Oficial sobre o Furacão Stan", embora se tenha a certeza de que somente 80 a 100 mortes podem ser atribuídas diretamente aos efeitos do furacão.
Além do grande número de mortes ocorridas durante a passagem de Stan pela região, mais de 100.000 pessoas foram forçadas a sair de suas residências. A erupção do vulcão Santa Ana em 1 de Outubro contribuiu para a destruição na América Central, já que suas cinzas juntamente com as fortes chuvas causaram devastadoras correntes de lama, além de enchentes.

## Tempestade subtropical sem nome
Em análises pós-tempestade, o Centro Nacional de Furacões identificou uma tempestade subtropical que tinha antes sido despercebido durante o curso da temporada. A tempestade formou-se em 4 de Outubro e foi absorvido por uma área de baixa pressão não-tropical no dia seguinte após passar sobre os Açores. Foi relatado na ilha de Santa Maria ventos sustentados superiores a 60 km/h. A área de baixa pressão que absorveu a tempestade viria a se tornar o furacão Vince. A tempestade atingiu seu pico de intensidade com ventos máximos sustentados de 80 km/h e uma pressão central mínima de 997 mbar. Nenhum dano ou impacto foi relatado como consequência da passagem da tempestade pelos Açores.

## Tempestade tropical Tammy
Um distúrbio tropical ao norte das Bahamas mostrou sinais de ter uma circulação ciclônica de superfície bem definida, com suficientes velocidades do vento. Com isso, o sistema foi classificado para a tempestade tropical Tammy às 11:30 (UTC) de 5 de Outubro, a leste da Flórida, não tendo a fase de depressão tropical. Isto marcou a segunda vez que a letra "T" foi usado como inicial de um nome de um ciclone tropical atlântico desde que o sistema de atribuição de nomes em ordem alfabética começou em 1950; a outra vez foi para Tanya em 1995.
Tammy fez landfall nas vizinhanças de Naval Station Mayport, perto de Jacksonville, Flórida, mais tarde naquela mesma noite. Tammy então seguiu rapidamente sobre o sul da Geórgia e Alabama antes de se degenerar numa área de baixa pressão remanescente que seguiu para o sul em direção ao golfo do México. As chuvas associadas à Tammy ficaram desconectadas da circulação ciclônica após o landfall e afetaram boa parte da Geórgia]], da Carolina do Sul e de partes da Carolina do Norte. O sistema frontal que se fundiu com o sistema foi o responsável por severas enchentes na região nordeste dos Estados Unidos.

## Depressão subtropical Vinte e Dois
A depressão subtropical Vinte e Dois formou-se de uma área de baixa pressão não-tropical a cerca de 725 km a sudoeste de Bermudas em 8 de Outubro. O sistema encontrou condições meteorológicas desfavoráveis e os avisos regulares sobre o sistema foram descontinuados na madrugada do dia seguinte. O NHC continuou a monitorar o sistema remanescente assim que seguia para a costa leste dos Estados Unidos. O sistema extratropical continuou a trazer umidade tropical mais para o norte (e se fortaleceu para um sistema equivalente a uma tempestade tropical) e foi, juntamente com a tempestade tropical Tammy, uma causa parcial das severas enchentes nos estados de Nova Iorque e Nova Jérsei, além da região da Nova Inglaterra durante o começo e o meio de Outubro. As enchentes mataram 10 pessoas e contribuíram para o mês mais chuvoso na história em alguns locais no nordeste dos Estados Unidos.

## Furacão Vince
A tempestade tropical Vince formou-se em 9 de Outubro no Atlântico nordeste perto da ilha da Madeira. Vince tornou-se um furacão mais tarde naquele dia, embora análises pós-tempestades indicassem que o sistema havia se formado no dia anterior como uma tempestade subtropical. Embora Vince fosse uma tempestade muito pequena e com pouco tempo de duração que somente atingiu brevemente a intensidade de furacão, o sistema foi notável pelo seu desenvolvimento no Atlântico nordeste, muito a leste da área onde os furacões normalmente se formam. Há a possibilidade de que Vince seja a tempestade tropical que se formou mais a leste na bacia do Atlântico.
Vince fez landfall na Península Ibérica perto de Huelva, Espanha, em 11 de Outubro, logo após se enfraquecer para uma depressão. Vince foi o primeiro ciclone tropical na história a fazer landfall na Europa. Nenhum dano ou pessoa ferida foi relatado.

## Furacão Wilma
A depressão tropical Vinte e Quatro, que viria a ser o furacão Wilma, formou-se a sudoeste da Jamaica em 15 de Outubro e foi classificada para uma tempestade tropical em 17 de Outubro. No dia seguinte, a tempestade começou a desenvolver um olho pequeno, embora bem definido, e começou a se intensificar rapidamente, alcançando a intensidade de um furacão de categoria 5 com uma pressão central mínima de 882 milibares em 19 de Outubro. A rápida intensificação de uma tempestade tropical para um furacão de categoria 5 em 24 horas foi a mais rápida já registrada no oceano Atlântico e a segunda mais rápida mundialmente, perdendo apenas para o tufão Forrest em 1983. Wilma seguiu lentamente em direção à península de Iucatã, enfraquecendo-se lentamente para um furacão de categoria 4 antes de fazer landfall na ilha de Cozumel, México, e posteriormente na costa do estado mexicano de Iucatã em 22 de Outubro. Wilma seguiu igualmente devagar sobre a península, trazendo fortes chuvas e ventos para uma área já duramente atingida pelo furacão Emily três meses antes; o furacão Emily também passou diretamente sobre Cozumel. Após deixar Iucatã como um furacão de categoria 2, a tempestade seguiu rapidamente para nordeste e se fortaleceu ligeiramente, fazendo landfall no sul da Flórida como um furacão de categoria 3 em 24 de Outubro. Após cruzar a Flórida, Wilma se intensificou novamente para um furacão de categoria 3 sobre a corrente do Golfo, mas seguiu rapidamente sobre as águas abertas do Atlântico norte, tornando-se extratropical pouco depois de ter absorvido o sistema remanescente da tempestade tropical Alpha.
62 pessoas foram confirmadas mortas como resultado da atividade de Wilma, 28 de efeitos diretos do furacão e 34 de efeitos indiretos, sendo que a maior parte das mortes ocorreu nos Estados Unidos. Wilma causou cerca de 28,8 bilhões de dólares (valores em 2005) em danos no Caribe, México e Flórida, sendo que 20,6 bilhões de dólares em prejuízos ocorreram somente na Flórida. Com isso, Wilma é considerado o terceiro ciclone tropical mais custoso a atingir os Estados Unidos. Evacuações bem executadas diminuíram os efeitos de Wilma através de sua trajetória.

## Tempestade tropical Alpha
Uma onda tropical organizou-se na depressão tropical Vinte e Cinco no leste do mar do Caribe em 22 de Outubro. Mais tarde naquele dia, a depressão se fortaleceu para uma tempestade tropical assim que seguia para oeste-noroeste. Na manhã de 23 de Outubro, a tempestade fez landfall com ventos de 85 km/h perto da cidade de Santa Cruz de Barahona, República Dominicana, e então seguiu sobre o Haiti. Alpha enfraqueceu-se para uma depressão tropical sobre os terrenos montanhosos da ilha de Hispaniola. Alpha seguiu para o oceano Atlântico, onde foi absorvido pelo furacão Wilma.
A tempestade tropical Alpha foi a vigésima segunda tempestade tropical dotada de nome na temporada de furacões no Atlântico de 2005, quebrando o recorde da temporada de 1933 e tornando-se a primeira tempestade tropical a ser nomeada com letras do alfabeto grego. Alpha provocou 43 fatalidades durante sua passagem sobre Hispaniola, a maioria no Haiti.

## Furacão Beta
No final de 26 de Outubro, uma grande área de baixa pressão a sudoeste do mar do Caribe desenvolveu-se e tornou-se a depressão tropical Vinte e Seis. Seis horas depois, a depressão foi classificada para a tempestade tropical Beta. Beta fortaleceu-se para um furacão em 29 de Outubro. No dia seguinte, Beta tornou-se um furacão 'maior', com ventos máximos sustentados de 185 km/h. Beta foi o sétimo furacão 'maior' da temporada, faltando apenas um para empatar no recorde do maior número de furacões 'maiores' numa única temporada, que pertence à temporada de 1950, único recorde que a temporada de 2005 não bateu.
Beta aumentou o número de tempestades tropicais dotadas de nome para 23. Também foi a primeira vez que o nome Beta foi usado para dar nome a um ciclone tropical ou subtropical no Atlântico. Beta também foi o décimo terceiro furacão (caindo para décimo quarto após a classificação de Cindy para furacão), quebrando o recorde da temporada de 1969 de maior número de furacões numa única temporada. Além disso, Beta foi o primeiro furacão (desconsiderando-se as tempestades tropicais) que recebeu o nome de uma letra do alfabeto grego.
A ilha colombiana de Providencia, a cerca de 225 km ao largo da costa caribenha da Nicarágua, foi afetada por ventos com intensidade equivalente a um furacão por várias horas assim que o centro de Beta seguiu muito lentamente sobre a ilha. Relatos indicam extensos danos a residências, além da perda de comunicação entre os habitantes.

## Tempestade tropical Gamma
No final de 13 de Novembro, após quase duas semanas de inatividade, a depressão tropical Vinte e Sete formou-se de uma onda tropical a cerca de 185 km a oeste-sudoeste de Santa Lúcia. Enquanto passava sobre as Pequenas Antilhas, as chuvas fortes causaram correntes de lama, matando duas pessoas. Em análises pós-tempestade o sistema alcançou brevemente a intensidade de uma tempestade tropical (sem ser nomeado), mas o cisalhamento do vento impediu um desenvolvimento adicional do sistema e os avisos regulares foram descontinuados em 16 de Novembro assim que o sistema perdeu sua circulação ciclônica a cerca de 490 km a sudeste de Kingston, Jamaica.
O sistema remanescente da depressão continuou a seguir para oeste e seguiu ao longo da costa norte de Honduras, fundindo-se com partes de uma área de baixa pressão maior. É incerto se o sistema remanescente da depressão absorveu a área de baixa pressão ou vice-versa. A tempestade se intensificou e uma nova circulação ciclônica fechada se formou em 18 de Novembro, tornando-se uma tempestade tropical pela segunda vez (no entanto recebeu o nome Gamma somente desta vez). Após a regeneração, as enchentes provocadas por Gamma mataram 34 pessoas em Honduras. Gamma seguiu erraticamente no mar do Caribe por um curto período de tempo, até se enfraquecer lentamente. A tempestade se degenerou numa área de baixa pressão remanescente no final da noite de 20 de Novembro após ter causado 37 mortes diretas e 4 indiretas no total.

## Tempestade tropical Delta
A tempestade tropical Delta formou-se com ventos máximos sustentados equivalentes a uma tempestade tropical em 23 de Novembro, quando uma forte área de baixa pressão não-tropical perto dos Açores seguiu lentamente para o sul e conseguiu obter características tropicais enquanto adentrava em águas cada vez mais quentes.
Delta seguiu lentamente e erraticamente para o sul por vários dias antes de acelerar para nordeste e então para lente em direção às ilhas Canárias e o norte da África. Durante este período, a tempestade quase alcançou a intensidade de um furacão por duas vezes, embora nunca tivesse conseguido tal feito. Em 28 de Novembro, o sistema fundiu-se com um sistema frontal a noroeste das Canárias e se tornou uma intensa tempestade extratropical. Delta causou severos danos nas ilhas Canárias, também provocando sete mortes, incluindo seis que se afogaram quando tentavam chegar às ilhas Canárias de bote vindos da África. O Dedo de Dios, Uma formação geológica que apontava para o céu por mais de um milênio e era um importante ponto de referência nas ilhas Canárias, foi destruída durante a tempestade. Delta também causou interrupções do fornecimento de eletricidade, deixando cerca de 20.000 pessoas sem energia elétrica e forçou o fechamento dos aeroportos.
O sistema remanescente de Delta seguiu mais tarde para Marrocos, trazendo a necessária chuva para a região. Em Marrocos, o sistema não causou danos e foi descrita como uma "instabilidade atmosférica normal".

## Furacão Epsilon
Em 29 de Novembro, a tempestade tropical Epsilon formou-se no Atlântico norte central, formando-se do mesmo modo do que Delta, quando uma área de baixa pressão não-tropical bem a leste de Bermudas adquiriu características tropicais. Em 2 de Dezembro, a tempestade se fortaleceu para um furacão, marcando a formação do décimo quinto furacão da temporada e da primeira tempestade desde o furacão Lili a alcançar a intensidade de furacão após o término oficial da temporada.
O furacão Epsilon fortaleceu-se mais, se tornando o segundo furacão mais intenso num mês de Dezembro quando alcançou o pico de intensidade com ventos máximos sustentados de 140 km/h. Epsilon também se tornou o furacão com o maior ciclo de vida já registrado num mês de Dezembro. No entanto, Epsilon começou a degenerar devido ao aumento do cisalhamento do vento e, mais tarde, foi absorvido por um sistema frontal em aproximação. O furacão nunca fez landfall ou sequer ameaçou a costa. O desenvolvimento e a persistência de Epsilon perplexou meteorologistas no Centro Nacional de Furacões através de todo o ciclo de vida da tempestade.

## Tempestade tropical Zeta
No final da noite de 29 de Dezembro, mais de quatro semanas após o término oficial da temporada, uma perturbação tropical formou-se no Atlântico norte centro-leste. O sistema rapidamente ficou mais bem organizado e se tornou a depressão tropical Trinta. No dia seguinte, a depressão se tornou uma tempestade tropical. Zeta seguiu erraticamente sobre o Atlântico norte central até se enfraquecer e se dissipar em 6 de Janeiro de 2006.
A formação de Zeta é uma das mais tardias formações de ciclones tropicais na história das temporadas de furacões no Atlântico; somente uma tempestade, o furacão Alice se formou mais tarde no ano, quando se tornou uma tempestade tropical às 06:00 (UTC) de 30 de Dezembro. Zeta é também o segundo ciclone tropical atlântico a existir durante dois calendários diferentes. Além disso, Zeta ultrapassou Alice como o ciclone tropical com o maior ciclo de vida a cruzar o ano novo e também foi o ciclone tropical com mais tempo de vida a existir durante um mês de Janeiro, quando finalmente se dissipou em 6 de Janeiro de 2006.